# Liste der Einträge im National Register of Historic Places im Red River County
Die Liste der Registered Historic Places im Red River County führt alle Bauwerke und historischen Stätten im texanischen Red River County auf, die in das National Register of Historic Places aufgenommen wurden.

## Aktuelle Einträge
| Lfd. Nr. | Name                                   | Bild | Datum der Eintragung | Adresse/Lage       | Ort         | ID       | Beschreibung |
| -------- | -------------------------------------- | ---- | -------------------- | ------------------ | ----------- | -------- | ------------ |
| 1        | Kiomatia Mounds Archeological District |      | 11. Jan. 1974        | Address Restricted | Kiomatia    | 74002089 |              |
| 2        | McCarty Site                           |      | 1. Dez. 1978         | Address Restricted | Pin Hook    | 78003377 |              |
| 3        | Neely Site 41 RR 48                    |      | 20. Aug. 1982        | Address Restricted | Manchester  | 82004520 |              |
| 4        | Red River County Courthouse            |      | 31. Aug. 1978        | Public Sq.         | Clarksville | 78002977 |              |
| 5        | Sam Kaufman Site                       |      | 14. Aug. 1973        | Address Restricted | Blakeney    | 73001973 |              |
| 6        | Smathers-Demorse House                 |      | 17. Mai 1976         | E. Comanche St.    | Clarksville | 76002060 |              |